# Пол Скофилд
Дејвид Пол Скофилд (енгл. David Paul Scofield; 21. јануар 1922 — 19. март 2008) био је британски глумац.